# خرزه هندی درختی
خرزهره هندی درختی  (نام علمی: Rhododendron arboreum) نام یک سرده از گیاهان گلدار است. درختی همیشه سبز با گل‌های درخشان است. کاشت آن در مناطق مسکونی در بین مردم بسیار محبوب است. بیشتر در بوتان، چین، هند، سری لانکا و تایلند یافت می‌شود. گل‌های این درخت به رنگ قرمز، صورتی و سفید هستند. خرزهره هندی درختی گل ملی کشور نپال به شمار می‌آید.

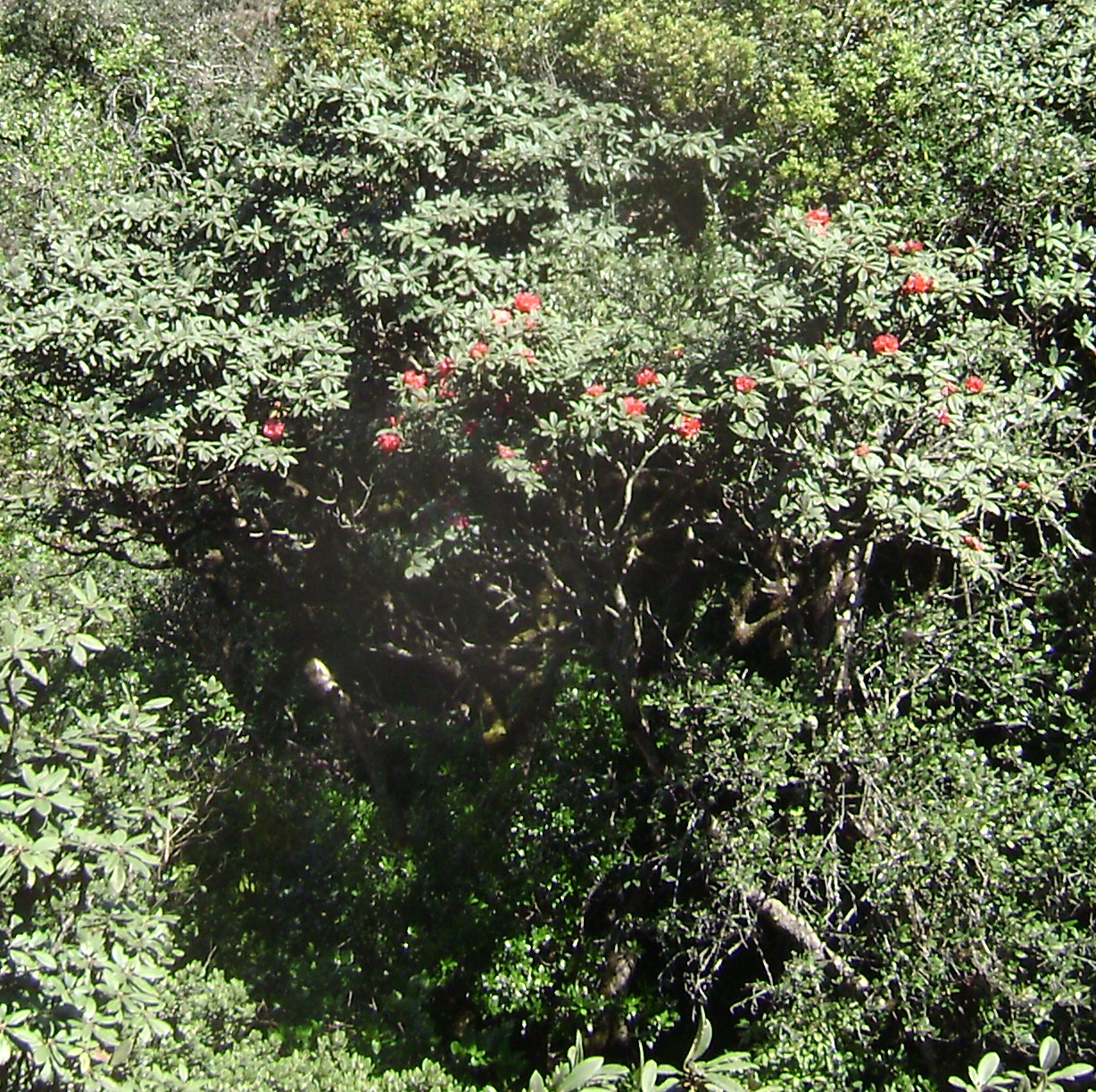
Rhododendron arboreum
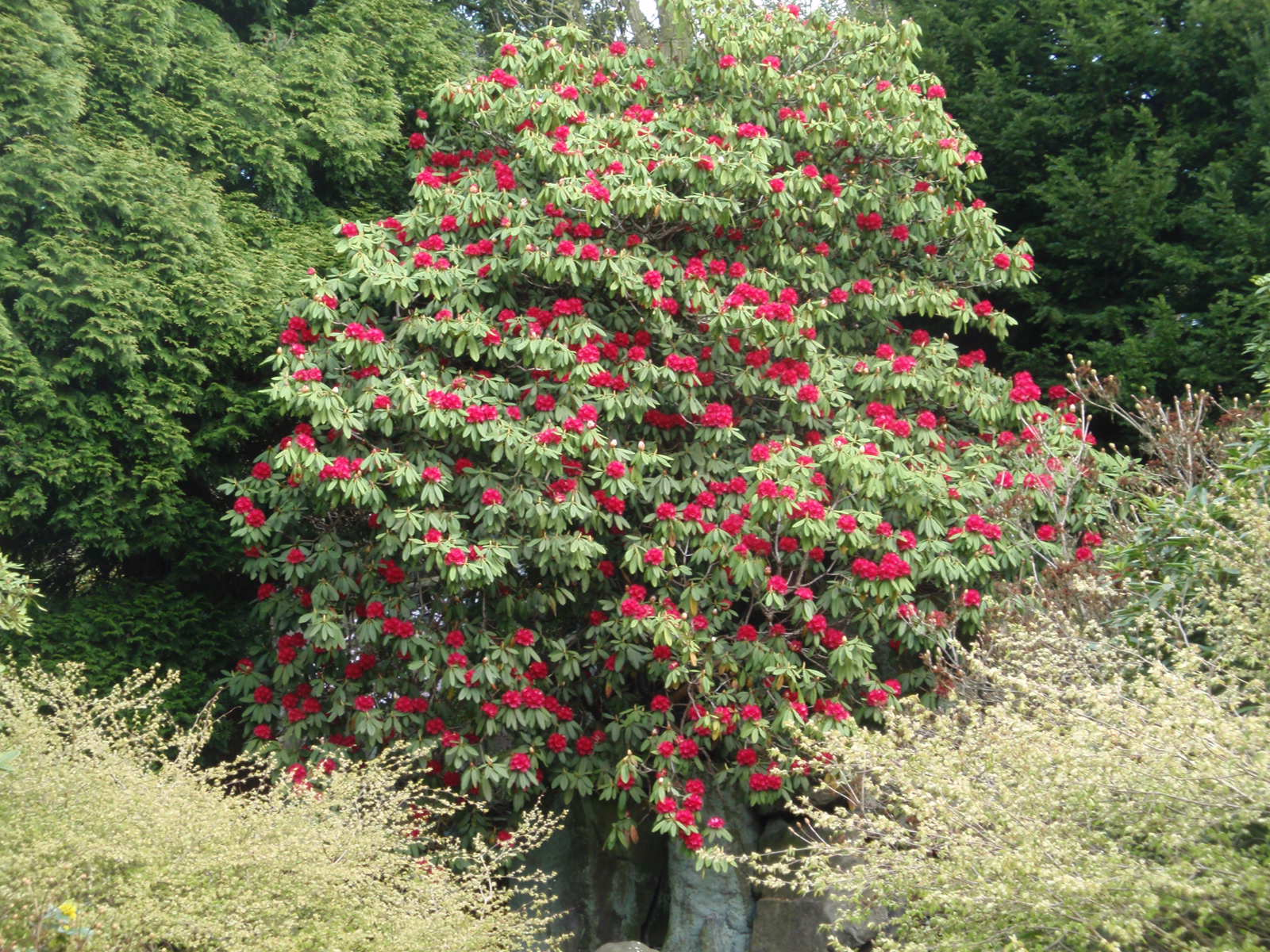
Rhododendron arboreum
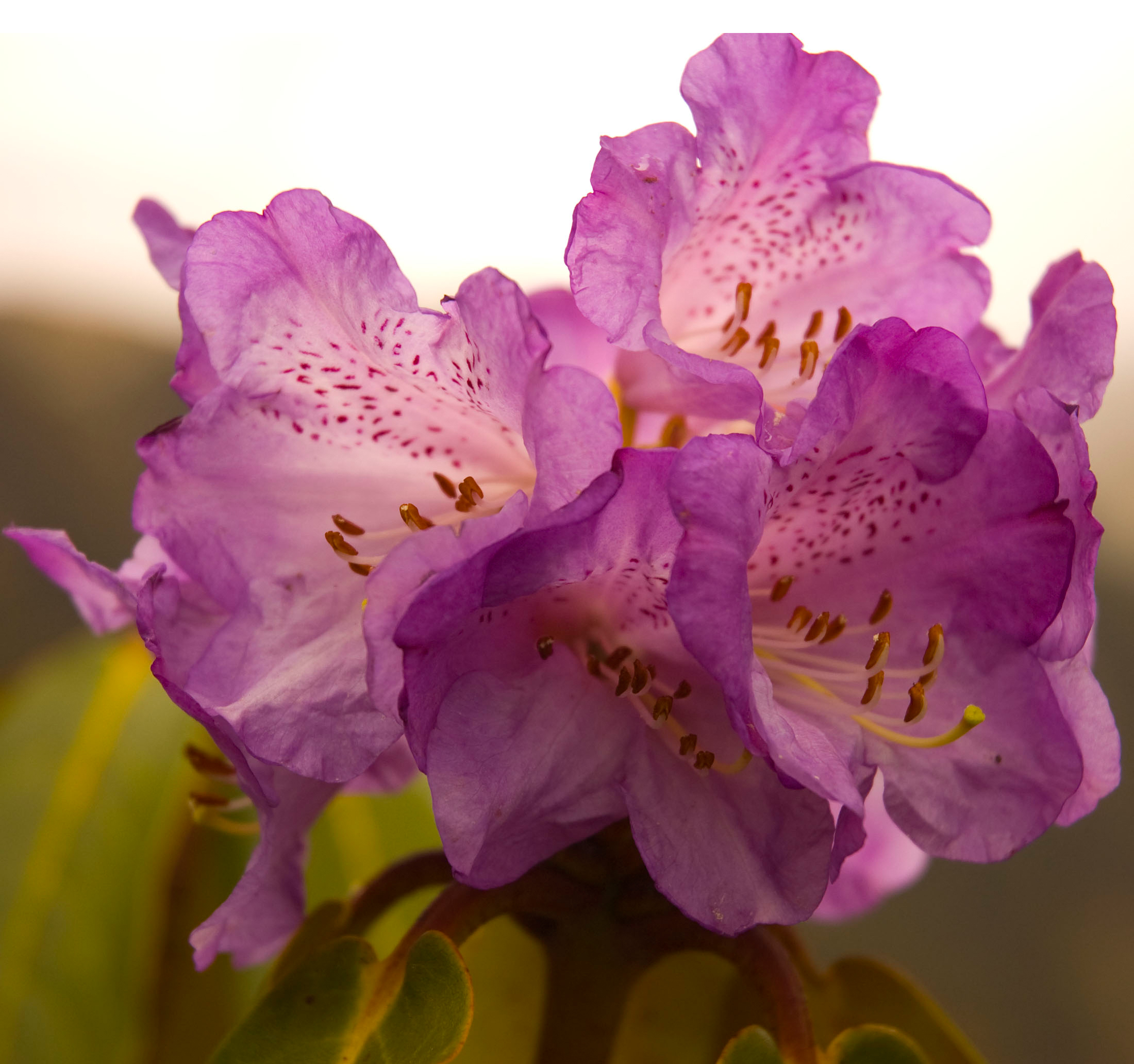
به رنگ صورتی